# Monika Urbaniak
Monika Urbaniak-Lisik (ur. 3 lipca 1957 w Łodzi) – polsko-szwajcarska skrzypaczka, solistka i kameralistka, profesor w Hochschule der Künste w Bernie.

## Życiorys
Urodziła się w rodzinie o tradycjach artystycznych. Studiowała w Akademii Muzycznej im. Grażyny i Kiejstuta Bacewiczów w Łodzi, uzyskała dyplom z wyróżnieniem w klasie skrzypiec prof. Zenona Płoszaja. W 1979 r. otrzymała I nagrodę na Ogólnopolskim Konkursie Skrzypcowym im. Zdzisława Jahnkego, a w 1981 r. nagrodę specjalną na VIII Międzynarodowym Konkursie Skrzypcowym im. Henryka Wieniawskiego w Poznaniu. W latach 1985–1988 studiowała w klasie mistrzowskiej prof. Igora Ozima w Musikhochschule w Bernie (jako stypendystka rządu szwajcarskiego), uzyskała dyplom solistyczny z wyróżnieniem. Grę na skrzypcach doskonaliła na licznych kursach mistrzowskich, m.in. z: Olegiem Krysą, Viktorem Malininem, Wandą Wiłkomirską, Maxem Rostalem, Siegfriedem Palmem, a także z kwartetem Tel-Aviv.

## Działalność pedagogiczna
Karierę pedagogiczną rozpoczęła w Akademii Muzycznej w Łodzi jako asystentka prof. Płoszaja (1981–1985). W latach 1992–1997 była asystentką w klasie mistrzowskiej prof. Ozima w Musikhochschule w Bernie (obecnie Hochschule der Künste). Od 1997 jest profesorem w klasie skrzypiec i kameralistyki w Hochschule der Künste w Bernie, a od 2011 prowadzi także klasę skrzypiec w Hochschule für Musik Kalaidos. W latach 2014–2015 była profesorem wizytującym w Akademii Muzycznej w Łodzi, a w 2023 została członkiem Langenthal International Strings Academy LISA.
Studiowało u niej ponad 120 skrzypków z całego świata. Wielu z nich zostało laureatami renomowanych solowych oraz kameralnych konkursów skrzypcowych (m.in. w Szwajcarii, Polsce, Wielkiej Brytanii, Włoszech, Niemczech), profesorami i wykładowcami wyższych uczelni (m.in.: w Guildhall School of Music and Drama w Londynie, Akademii Muzycznej im. Krzysztofa Pendereckiego w Krakowie, Boston Conservatory at Berklee, na Uniwersytecie Muzycznym Fryderyka Chopina w Warszawie) oraz pedagogami w szkołach muzycznych w Europie, Azji, USA, Australii. Jej absolwenci zrobili karierę solistyczną, a także jako muzycy kameraliści (w formacjach trio fortepianowe, kwartet smyczkowy) i założyciele orkiestr kameralnych (Les Passions de l'Âme, Soundeum) oraz zostali członkami znanych orkiestr, m.in.: Argovia Philharmonic, Auckland Symphony Orchestra, Basel Sinfonietta, Berner Kammerorchester, Berner Symphonieorchester, Glasgow Symphony Orchestra, Musikkollegium Winterthur, Orquesta Filarmónica de la Ciudad de México, Luzerner Sinfonieorchester, Philharmonia Zürich, Tiroler Symphonieorchester Innsbruck, Tonhalle-Orchester Zürich, Sinfonie Orchester Biel Solothurn, Sinfonietta de Lausanne. 
Prowadziła kursy mistrzowskie w Szwajcarii, Niemczech, Austrii, Czechach i Polsce, m.in. w ramach:
- Herbstakademie Hochschule der Künste Bern i Blonay (1992–1997)
- Kammermusik Akademie Blonay (2016–2019)[6]
- Hochschule für Künste Bremen (2009, 2019, 2023)
- Bohemia Festival Kostelec & Praga (1995–1996)
- MingClassics Festival & Academy (Männedorf/Zurych, 2021)[7]
- Międzynarodowych Kursów Muzycznych im. Zenona Brzewskiego w Łańcucie (od 2003)[8]
- Uniwersytetu w Grazu (2009)
- Akademii Muzycznej im. Grażyny i Kiejstuta Bacewiczów w Łodzi (2011)[9]
- Akademii Muzycznej im. Ignacego Jana Paderewskiego w Poznaniu (2018)
- Uniwersytetu Muzycznego Fryderyka Chopina: filii w Białymstoku (2017) oraz w Warszawie (2019)
- Międzynarodowych Warsztatów Skrzypcowych w Norweskiej Dolinie (2019)[10]
- Letniej Akademii Mistrzowskiej „Maestro” w Suchej Beskidzkiej (2020, 2023)[11]
- Swiss Summer Music Academy and Festival Eywald (od 2021)[12]
- Warsztatów Skrzypcowych w OSM II st. im. Z. Brzewskiego w Warszawie (2023)[13]

Wielokrotnie gościła jako ekspert w szwajcarskich uczelniach muzycznych: Musik-Akademie der Stadt Basel (od 2013), Haute École de Musique w Lozannie i Haute École de Musique w Sionie (od 2020). Była jurorem wielu konkursów muzycznych, jak m.in.: Kiefer Hablitzel Stiftung (Berno, 2003–2011), Schweizerischer Jugendmusikwettbewerb (Zürich, od 2016), Tibor Varga Junior International Violin Competition (Sion, 2022), XXV Lions Clubs International (Zürich, 2016), Ellenberger Wettbewerb (Thun, 2023).
W 2016 r. została wybrana do zarządu szwajcarskiej sekcji Europejskiego Stowarzyszenia Nauczycieli Instrumentów Smyczkowych ESTA.
W 2024 r. odznaczona brązowym medalem „Zasłużony Kulturze Gloria Artis” za działalność pedagogiczną.

## Działalność koncertowa
Koncertowała z repertuarem solistycznym i kameralnym obejmującym utwory ze wszystkich epok. Szczególnie propaguje muzykę kompozytorów polskich, zwłaszcza Karola Szymanowskiego (m.in. wykonania I Koncertu z Berner Symphonieorchester i z Cairo Symphony Orchestra, recitale w Bernie, Zurychu i Paryżu, nagrania Sonaty dla radia szwajcarskiego) i Grażyny Bacewicz (koncerty solowe i kameralne w Polsce, Niemczech i Szwajcarii, CD z utworami skrzypcowymi). Popularyzowała również twórczość Czesława Marka, którego utwory wykonała w Bernie, Paryżu i Warszawie, opublikowała artykuł Sonata na skrzypce i fortepian op. 13 polsko-szwajcarskiego kompozytora Czesława Marka w perspektywie jego młodzieńczej twórczości. 
Była solistką licznych festiwali, m.in. Biennale Bern (1999–2005), Saitenfestival Bern (2006), Culturescapes Bern (2019), Schloss Holligen Bern (2006–2013), w Centrum Kultury Żydowskiej w Krakowie (2017). Występowała na koncertach kameralnych z takimi artystami jak m.in.: Corina Belcea, Conradin Brotbek, Elena Casoli, Tomasz Herbut, Patrick Jüdt, Paweł Mazurkiewicz, Antônio Meneses, Barłomiej Nizioł, Denis Severin, Liga Skride, Maria Szwajger-Kułakowska, Xiaoming Wang, aktorka Dorothée Reize. W 2004 założyła Trio Ardito, z którym koncertowała w Polsce i Szwajcarii. W 2022 założyła kwartet fortepianowy Amabile. Wielokrotnie występowała też jako solistka na koncertach organowych, współpracując m.in. z Andrzejem Chorosińskim i Magdaleną Oliferko-Storck.
W latach 1986–2001 była członkinią (jak jedyna Polka w historii zespołu) renomowanej orkiestry kameralnej Camerata Bern, w której występowała również jako solistka i wielokrotnie prowadziła ją jako koncertmistrzyni. Z tym zespołem koncertowała na pięciu kontynentach, m.in. w: Alice Tully Hall, Carnegie Hall, Concertgebouw, Filharmonii Berlińskiej, Filharmonii Narodowej w Warszawie, Herkulessaal, KKL Luzern, La Scali, Sydney Opera House, Tonhalle Zürich, Victoria Hall (Geneva), Wiener Musikverein oraz na wielu festiwalach muzycznych, m.in.: w Lockenhaus Chamber Music Festival (Austria), Lucerne Festival (Szwajcaria), Rheingau Musik Festival (Niemcy), Gstaad Menuhin Festival (Szwajcaria), Warszawskiej Jesieni. Grała z takimi artystami jak m.in.: Kolja Blacher, Bruno Canino, Ana Chumachenco, Thomas Demenga, Thomas Füri, Heinz Holliger, Erich Höbarth, Gidon Kremer, Elisabeth Leonskaja, András Schiff, Peter Serkin, Thomas Zehetmair. Dokonała wielu wyróżnionych nagrodami nagrań dla renomowanych firm fonograficznych.
Współpracowała także z Berner Symphonieorchester (w sekcji pierwszych skrzypiec, w latach 1987–1991) i Berner Klavierquartett (1987) oraz grała w oktecie Schweizer Solisten (1987–1991), z którym występowała w Szwajcarii, Niemczech, Francji i Anglii, m.in. w Salle Gaveau w Paryżu i Wigmore Hall w Londynie (1989). 

## Nagrania

### Nagrania solowe
- Grażyna Bacewicz, Violinissimo, z Amelią Maszońską, Martą Mazurek, Katarzyną Seremak, Jackiem Świcą i Tiffany Tan (Acte Préalable, 2022)[26]
- Giovanni Simone Mayr, Messe für Chor, Solisten und Orchester c-Moll, jako koncertmistrz z orkiestrą Klangforum (Müller & Schade, 2017)[27]
- George de Benoit, Arthur Furer, Albert Moeschinger, Bärner Musig, z pianistką Anną de Capitani (Müller & Schade, 2009)[28]
- Felix Mendelssohn, Hans Huber, Moritz Moszkowski, Trios for Two Violins and Piano, Trio Ardito, z Agnieszką Maruchą i Wojciechem Jasińskim (Acte Préalable, 2007[29])

### Nagrania z Cameratą Bern
- Hommage à Paul Klee: Sándor Veress, Éric Gaudibert, Jean-Luc Darbellay (Con Legno, 2004)
- Verklärte Nacht: Anton Schönberg, Sándor Veress, Béla Bartók (ECM, 2001)
- Johann Sebastian Bach, Oboe Concertos, solista: Heinz Holliger (Philips, 1998)
- Johann Sebastian Bach, Double & Triple Concertos, soliści: András Schiff, Peter Serkin, Bruno Canino, Aurèle Nicolet, Yuuko Shiokawa (Decca, 1997)
- Antonio Vivaldi, Le Quattro Stagioni, solista Thomas Zehetmair (Berlin Classics, 1996)
- Martin, Kelterborn, Holliger, Schoeck& Huber: Music for Chamber Orchestra (Musikszene Schweiz, 1995)
- Sándor Veress, Passacaglia Concertante, Songs Of The Seasons, Musica Concertante (ECM, 1993)
- Giuseppe Tartini, Violinkonzerte, solista Thomas Füri (Novalis, 1993)
- Francesco Geminiani, 6 Concerti grossi Op. 3 (Novalis, 1992)
- Benjamin Britten, Works for String Orchestra: Simple Symphony, Variations on a Theme of Frank Bridge, Prelude & Fugue (Denon, 1991)
- Classical Highlights (Novalis, 1990)
- Antonio Vivaldi, Die vier Jahreszeiten, Konzerte für 3 und 4 Violinen, soliści: Thomas Füri, Karel Boeschoten, Monika Urbaniak, François Gottraux (Novalis, 1990)
- Wolfgang Amadeus Mozart, Die Lodronischen Nachtmusiken (Novalis, 1989)
- Carl Philipp Emmanuel Bach, 6 Hamburg Symphonies Wq 182 (Novalis, 1989)
- Robert Fuchs, Edward Elgar, Josef Suk, Serenaden der Romantik (Novalis, 1988)
- Wolfgang Amadeus Mozart, Die Hornkonzerte, z Marie-Luise Neunecker (Novalis 1988)
- Antonín Dvořák, Serenade E-dur, Sextett A-dur (Novalis, 1987)
- Georg Friedrich Händel, Water Musick (Denon/Nippon Columbia, 1987)
- Antonio Vivaldi, Concerti (Novalis, 1987)
- Johann Sebastian Bach, Ouvertures Nos. 3&4, Suites for Orchestra BWV 1068, 1069 (Denon, 1986)

Źródła: Allmusic i Discogs.